# Murder Junkies
The Murder Junkies é uma banda americana de punk rock, mais famosa por ser a banda de um dos mais insanos vocalistas que já existiu: G.G. Allin. A banda foi fundada originalmente em 1991 quando G.G Allin ainda estava na prisão. A formação da banda consistia em Merle Allin (irmão de G.G. Allin) no baixo, Chicken John Rinaldi na guitarra e Dino Sex na bateria.
Chicken John deixou a banda ainda em 1991, e mais tarde demonstrou opiniões negativas sobre G.G. Allin e a banda no famoso documentário Hated: GG Allin And The Murder Junkies, dirigido por Todd Phillips. Ele foi substituído pelo guitarrista William Weber. Dee Dee Ramone ingressou à banda na mesma época de Weber, mas se demitiu menos de uma semana depois.
O Murder Junkies gravaram seu primeiro álbum, Brutality and Bloodshed for All, pela Alive Records na primavera de 1993. A turnê que se seguiu com a banda, que incluiu a overdose fatal de G.G. Allin em 28 de junho do mesmo ano, foi relatada pelo roadie Evan Cohen em seu livro I Was A Murder Junkie: The Last Days Of GG Allin.
Merle, Dino e William decidiram continuar a banda sem G.G. Allin e recrutaram uma novo vocalista com o nome de Mike Denied. Eles lançaram o álbum Feed My Sleaze em 1995 com Denied cantando, e, mais tarde, um single intitulado "The Right To Remain Violent", do inglês algo como: "O Direito em Continuar Violento".
O Murder Junkies entraram em turnê diversas vezes nos anos 1990 e, pela banda, passou ainda diversos vocalistas, incluindo Jeff Clayton do Antiseen e J.B. Beverley, um músico de Washington que passara por duas bandas, The Little White Pills e The Wayward Drifters.
A banda terminou em 1999, mas voltou à ativa (com Clayton cantando) para uma turnê na primavera de 2003 para comemorar os dez anos da morte de G.G. Allin, tocando ao lado da primeira banda de G.G. Allin, The Jabbers, para alguns show. Em 2005, eles fizeram uma turnê pela Europa.
Eles continuam tocando desde 2007, com Merle, Dino, Scotty Wood na guitarra e PP Duvay no vocal.